# Divine Sorrow
Divine Sorrow (Tristeza divina em português) é uma canção do artista haitiano de hip hop Wyclef Jean, parte de seu EP J'ouvert. Na capa oficial do single, Wyclef é creditado apenas pelo seu primeiro nome. A faixa conta com a participação do DJ e produtor sueco Avicii. Lançada como o primeiro single do EP em 17 de novembro de 2014, a música foi escrita por Magnus Lidehäll, Salem Al Fakir e Vincent Pontare.

## História
Wyclef Jean gravou a música com Avicii em Estocolmo, Suécia, durante o inverno de 2013. A faixa foi lançada em 17 de novembro de 2014 como parte da campanha "Compartilhe o som de uma geração livre de AIDS" do projeto Product Red, uma marca licenciada que busca envolver o setor privado na conscientização e arrecadação de fundos para combater a disseminação do HIV/AIDS na África.
Essa música foi encomendada especificamente pela Coca-Cola RED, e a renda gerada foi destinada ao Fundo Global de Combate à AIDS, Tuberculose e Malária.
Wyclef Jean comentou sobre a canção: "A ideia por trás da música é que ela seja uma celebração. Não importa o que você esteja enfrentando hoje, você vai superar amanhã."

## Videoclipe
Um videoclipe de letra colorido foi lançado em 17 de novembro de 2014, com a cor vermelha sendo destaque no vídeo para simbolizar a campanha RED. O vídeo apresenta um fundo de cor creme, sobre o qual nuvens de líquido vermelho e cinza-claro lentamente preenchem a tela, enquanto as palavras da letra aparecem sobrepostas.
Um segundo videoclipe de letra foi lançado em 10 de julho de 2015. Nesse vídeo, o artista visual grego INO, junto com várias outras pessoas, incluindo crianças e o próprio Wyclef Jean, pinta as letras da música em uma parede. O conceito é bem semelhante ao do videoclipe de "The Days", de Avicii

## Desempenho nas paradas
"Divine Sorrow" estreou na 12ª posição na parada Hot Dance/Electronic Songs da Billboard, tornando-se o 13º single de Avicii a entrar nessa lista. A música também alcançou a 3ª posição na parada Dance/Electronic Digital Songs, vendendo 29.000 cópias em sua primeira semana.

## Lista de faixas
Download digital
1. "Divine Sorrow" (com Avicii) – 4:38

Download digital – Klingande Remix
1. "Divine Sorrow" (com participação de Avicii; Klingande Remix) – 4:28

Download digital – Remix Pack 1
1. "Divine Sorrow" (com Avicii; versão estendida) – 8:29
2. "Divine Sorrow" (com Avicii; remix de GoldFish ) – 8:28
3. "Divine Sorrow" (com Avicii; remix de NightRider) – 4:41

## Paradas musicais

### paradas semanais
| País           | Melhor posição |
| -------------- | -------------- |
| Suécia         | 7              |
| Reino Unido    | 9              |
| Estados Unidos | 12             |
| Bélgica        | 23             |
| Noruega        | 25             |
| Espanha        | 38             |
| França         | 105            |